# Мечеть Нагоре Дурга

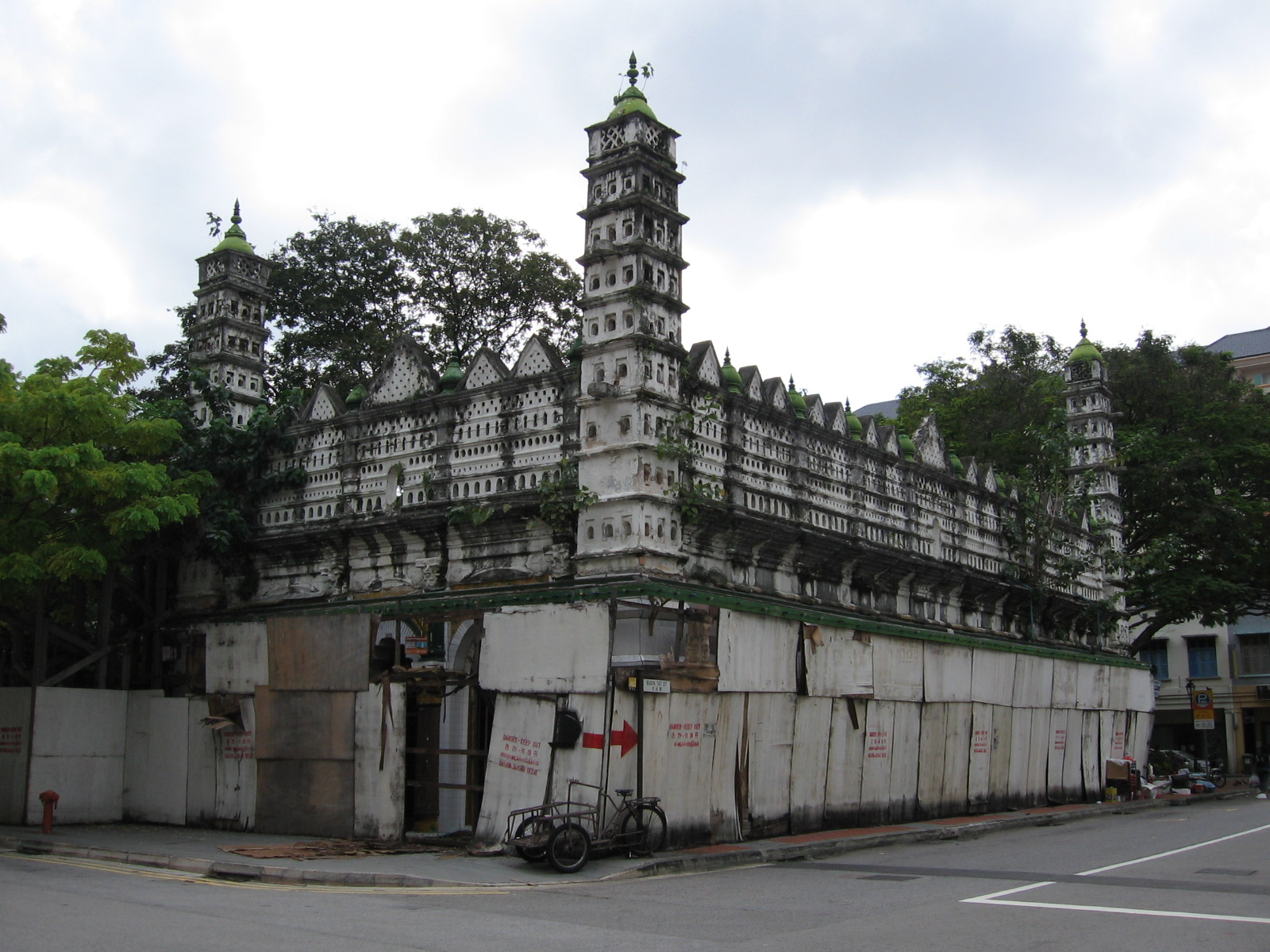
Мечеть Нагоре Дурга до реставрации

Мечеть Нагоре Дурга (малай.Durgha Nagore;кит. 纳宫神社 тамил.நாகூர் தர்கா) — мечеть в Сингапуре, построена мусульманами южной Индии в 1828—1830, и была первоначально известна как Шахул Нагоре Дурга. Реставрация памятника закончилась в 2007 — чуть изменив немного внешний облик с конца 19-го столетия. В ней есть уникальная смесь классических и индийских мусульманских мотивов.

## История
Мечеть Нагоре Дурга была построена, чтобы ознаменовать посещение острова мусульманами (мусульманские торговцы и ростовщики с южного берега Индии), кто путешествовал вокруг Юго-Восточной Азии, распространяющей слово индийского Ислама. Землю предоставили в 1827, при условии, что в строительстве не будет использоваться дерево.
В 1974, мечеть стала национальным памятником.
Святыня была закрыта с 1990-х из-за опасений, что строение рухнет. Святыня была восстановлена как индийский мусульманский центр наследия, и открыта в конце 2007. Работы по восстановлению начались в январе 2007 и закончились в конце того же самого года, после посещения её президентом Натаном (он посетил её 3 декабря 2006). Стоимость реставрации S$1.8 миллиона, индийское мусульманское сообщество смогло дать лишь S$200,000 от этой суммы.

## Архитектура
Самая интересная визуальная особенность — фасад: Два арочных окна обрамляют арочный дверной проём, с колоннами. Выше них «миниатюрный дворец» — массивная точная копия фасада дворца, с крошечными отверстиями предназначенными для окон и маленьким арочным дверным проёмом в середине. От углов фасада, возвышаются минареты с 14 уровнями, с тремя небольшими куполообразными очертаниями на каждом уровне и луковыми куполами на вершине.